# Польові Хачики
Польові́ Ха́чики (рос. Полевые Хачики, чув. Уйкас Хачăк) — присілок у Чувашії Російської Федерації, у складі Москакасинського сільського поселення Моргауського району.
Населення — 252 особи (2010; 227 в 2002, 301 в 1979; 337 в 1939, 386 в 1926, 320 в 1897, 208 в 1858). Національний склад — чуваші, росіяни.

## Історія
Історичні назви — Ойкас-Хачики (до 1918 року), Ой-каси, Ойкаси-Хачик, Ойкаси. Утворився як виселок присілку Велика Хачкаси (Нижні Хачики), потім як околоток села Ахманеї. До 1866 року — мали статус державних, займались землеробством, тваринництвом, виробництвом борошна та одягу. 1930 року утворено колгосп «Більшовик». До 1920 року присілок перебував у складі Татаркасинської волості Козьмодемьянського, а до 1927 року — Чебоксарського повіту. 1927 року присілок переданий до складу Татаркасинського району, 1939 року — до складу Сундирського, 1962 року — до складу Чебоксарського, 1964 року — до складу Моргауського району.